# Nicanor Villalta
 Nicanor Villalta Y Serrés  couramment appelé  « Nicanor Villalta» né à  Cretas (Espagne, province de Teruel) le 20 novembre 1897 ou 10 décembre 1899, selon les biographes, mort à Madrid (Espagne) le 6 janvier 1980, était un matador espagnol.

## Présentation
Sa famille ayant émigré au  Mexique, Nicanor débute en 1918 à Querétaro. Il torée ensuite en Espagne pendant deux ans avant de se présenter à Madrid dans une novillada le 2 mai 1922 où il brille à la cape. Très remarqué à partir de cette date, il prend l'alternative à Saint-Sébatien des mains de Luis Freg, face au taureau « Capotero » de la ganadería de José Bueno, le  6 août 1922. Son alternative est confirmée à Madrid le 21 septembre 1922 avec pour parrain le torero basque Fortuna, face à « Podenco » de la ganadería Matías Sánchez.

## Le style
Vaillant, d'une grande conscience professionnelle, il est, selon Auguste Lafront « brave comme le taureau lui-même à Madrid. Mais loin de la vergogne d'un Frascuelo, d'un Machaquito ou d'un Nacional II. »
Pendant les sept premières années de sa carrière, il s'impose à Madrid et à Saragosse d'autant mieux que vers la fin des années 1920, les toreros talentueux n'étaient pas nombreux. 
Son talent à lui était marginal. Homme très grand, avec un cou "à la Modigliani", il toréait près du taureau et gardait les pieds joints en tournant avec le taureau. Ses naturelles soulevaient l'enthousiasme. Malheureusement, il ne variait que très peu ses passes. Son morceau de bravoure étant l'estocade sincère  al volapié.
Ce toreo émouvant, très personnel, ovationné, ne résistera pourtant pas à l'arrivée de grands talents après la Guerre civile espagnole. Lorsqu'il abandonne le ruedo, en 1943, Villalta comptabilise 599 corridas et 1236 taureaux tués.

## Carrière
Sa très longue carrière a été interrompue pendant trois ans par la Guerre civile espagnole
- Débuts en novillada avec picadors le 2 mai 1922 à Madrid.
- Alternative à Saint-Sébastien le 6 août 1922 ; parrain Luis Freg; taureaux « Capotero » de la ganadería de José Bueno.
- Confirmation d’alternative à Madrid le 21 septembre 1922 ; parrain Diego Mazquiriàn Torróntogui « Fortuna »; taureau : « Podenco » de la ganadería Matías Sánchez.

### Source
- Mort de Nicanor Villalta à la clinique de la Croix-Rouge de Madrid. El País, 8 janvier 1980.